# Quisqueya (Dominikanische Republik)
Quisqueya ist eine Gemeinde in der Dominikanischen Republik. Sie ist eine der sechs Gemeinden der Provinz San Pedro de Macorís und hat 19.909 Einwohner (Zensus 2010).